# Championnats du monde de pétanque 2016
Navigation
Édition précédente Édition suivante
Les championnats du monde de pétanque 2016 est une édition des championnats du monde de pétanque. 

## Présentation
Cette compétition constitue la 47e édition des triplettes séniors et la 12e édition du tir de précision sénior. Elle se déroule à Antananarivo (Madagascar) du 1 au 4 décembre 2016.

## Résultats[1]

### Triplette sénior

#### Premier tour

##### Poule A
| Tour    | Gagnant       | Score | Perdant  |
| Tour 1  | Maurice       | 13-1  | Malaisie |
| Tour 2  | Côte d'Ivoire | 13-8  | Maurice  |
| Barrage | Maurice       | 13-8  | Malaisie |

##### Poule B
| Tour    | Gagnant  | Score | Perdant |
| Tour 1  | Danemark | 13-2  | Guinée  |
| Tour 2  | Danemark | 13-12 | Italie  |
| Barrage | Italie   | 13-7  | Guinée  |

##### Poule C
| Tour    | Gagnant             | Score | Perdant |
| Tour 1  | République du Congo | 13-5  | Tchad   |
| Tour 2  | République du Congo | 13-6  | Sénégal |
| Barrage | Sénégal             | 13-12 | Tchad   |

##### Poule D
| Tour    | Gagnant  | Score | Perdant    |
| Tour 1  | Pays-Bas | 13-4  | Angleterre |
| Tour 2  | Cambodge | 13-9  | Pays-Bas   |
| Barrage | Pays-Bas | 13-4  | Angleterre |

##### Poule E
| Tour    | Gagnant | Score | Perdant |
| Tour 1  | Suisse  | 13-7  | Suède   |
| Tour 2  | France  | 13-3  | Suisse  |
| Barrage | Suède   | 13-5  | Suisse  |

##### Poule F
| Tour    | Gagnant  | Score | Perdant    |
| Tour 1  | Monaco   | 13-5  | Mauritanie |
| Tour 2  | Belgique | 13-2  | Monaco     |
| Barrage | Monaco   | 13-11 | Mauritanie |

##### Poule G
| Tour    | Gagnant    | Score | Perdant      |
| Tour 1  | Luxembourg | 13-9  | Burkina Faso |
| Tour 2  | Luxembourg | 13-3  | Thaïlande    |
| Barrage | Thaïlande  | 13-9  | Burkina Faso |

##### Poule H
| Tour    | Gagnant    | Score | Perdant    |
| Tour 1  | Espagne    | 13-7  | Madagascar |
| Tour 2  | Bénin      | 13-12 | Espagne    |
| Barrage | Madagascar | 13-9  | Espagne    |

#### Phase finale
| Nation              | Score | Nation        |
| ------------------- | ----- | ------------- |
| Italie              | 13-10 | Côte d'Ivoire |
| Bénin               | 13-2  | Thaïlande     |
| Cambodge            | 13-4  | Sénégal       |
| France              | 13-4  | Monaco        |
| Belgique            | 13-7  | Suède         |
| République du Congo | 13-5  | Pays-Bas      |
| Madagascar          | 13-2  | Luxembourg    |
| Danemark            | 13-10 | Maurice       |

| Nation     | Score | Nation              |
| ---------- | ----- | ------------------- |
| Bénin      | 13-9  | Italie              |
| France     | 13-1  | Cambodge            |
| Belgique   | 13-10 | République du Congo |
| Madagascar | 13-6  | Danemark            |

| Nation     | Score | Nation   |
| ---------- | ----- | -------- |
| Bénin      | 13-8  | France   |
| Madagascar | 13-9  | Belgique |

| Nation     | Score | Nation |
| ---------- | ----- | ------ |
| Madagascar | 13-5  | Bénin  |

### Tir de précision sénior

#### Qualifications
| Place | Nation                           | Prénom, nom                | Score | Statut     |
| 1     | France                           | Bruno Le Boursicaud        | 52    | Qualifié   |
| 2     | Maurice                          | Parvez Khodabaccus         | 51    | Qualifié   |
| 3     | Pologne                          | Tomasz Lipczynski          | 49    | Qualifié   |
| 4     | Côte d'Ivoire                    | Dominique Zohou            | 46    | Qualifié   |
| 5     | Thaïlande                        | Thanakorn Sangkaew         | 45    | Repêchages |
| 6     | Sénégal                          | François N'Diaye           | 44    | Repêchages |
| 7     | Belgique                         | Logan Baton                | 42    | Repêchages |
| 8     | Angleterre                       | Scott Ashby                | 41    | Repêchages |
| 9     | Chine                            | Zhao Jin                   | 39    | Repêchages |
| 9     | Italie                           | Diego Rizzi                | 39    | Repêchages |
| 11    | Cambodge                         | Chan Mean Sok              | 38    | Repêchages |
| 11    | Niger                            | Ibrahim Atano              | 38    | Repêchages |
| 11    | Nouvelle-Calédonie               | Henry Uregei               |       | Repêchages |
| 14    | Tahiti                           | Jean Manea                 | 37    | Repêchages |
| 15    | Burkina Faso                     | Mady Ouedraogo             | 35    | Repêchages |
| 15    | Turquie                          | Mustak Geni Taha           | 35    | Repêchages |
| 17    | Espagne                          | Joseph Guasch              | 34    | Repêchages |
| 17    | Tunisie                          | Khaled Lakhal              | 34    | Repêchages |
| 19    | République démocratique du Congo | Chabrol Binguila Galy      | 32    | Repêchages |
| 19    | Écosse                           | Edward Strachan            | 32    | Repêchages |
| 19    | Tchad                            | Ibrahim Sadik              | 32    | Repêchages |
| 22    | Allemagne                        | Raphaël Gharany            | 31    | Eliminé    |
| 22    | Bénin                            | Marcel Bio                 | 31    | Eliminé    |
| 22    | Suède                            | Rickard Nilsson            | 31    | Eliminé    |
| 25    | Indonésie                        | Azis Lemabaut              | 29    | Eliminé    |
| 25    | Liban                            | Mickael Arcalao            | 29    | Eliminé    |
| 27    | Mauritanie                       | Mohamed Zayeg              | 28    | Eliminé    |
| 27    | Pays-Bas                         | Edward Vinke               | 28    | Eliminé    |
| 29    | Malaisie                         | Musmin Saiful Bahri        | 27    | Eliminé    |
| 30    | Guinée                           | Ahamane Abdour             | 26    | Eliminé    |
| 31    | Luxembourg                       | Adrien Dondis              | 25    | Eliminé    |
| 31    | Taïwan                           | Yu-Tin Pan                 | 25    | Eliminé    |
| 31    | Monaco                           | Eric Motte                 | 25    | Eliminé    |
| 34    | Danemark                         | Jan Kristensen             | 23    | Eliminé    |
| 35    | Estonie                          | Marek Kolk                 | 22    | Eliminé    |
| 36    | Israël                           | Eliko Ohana                | 21    | Eliminé    |
| 36    | Madagascar                       | Herilanto Razafihatatratoa | 21    | Eliminé    |
| 38    | Tchéquie                         | Jakub Konsel               | 20    | Eliminé    |
| 39    | Russie                           | Evgenij Osokin             | 18    | Eliminé    |
| 40    | Slovaquie                        | Andrej Fratric             | 17    | Eliminé    |
| 41    | Canada                           | Jean-Michel Derlincourt    | 15    | Eliminé    |
| 42    | Finlande                         | Jarrilko Pahkala           | 14    | Eliminé    |
| 42    | Japon                            | Koichi Matsuda             | 14    | Eliminé    |
| 42    | Norvège                          | Hubert Paillac             | 14    | Eliminé    |
| 45    | Suisse                           | Maïky Molinas              | 12    | Eliminé    |
| 46    | États-Unis                       | Pascal Corchia             | 11    | Eliminé    |
| 47    | Lettonie                         | Edgar Silovs               | 9     | Eliminé    |
| 48    | Cameroun                         |                            |       | Absent     |

#### Repêchages
| Place | Nation                           | Prénom, nom           | Score repêchages | Score qualifications | Score total | Statut   |
| 1     | Italie                           | Diego Rizzi           | 56               | 39                   | 95          | Qualifié |
| 2     | Thaïlande                        | Thanakorn Sangkaew    | 47               | 45                   | 92          | Qualifié |
| 3     | Cambodge                         | Chan Mean Sok         | 52               | 38                   | 90          | Qualifié |
| 4     | Belgique                         | Logan Baton           | 44               | 42                   | 86          | Qualifié |
| 5     | Sénégal                          | François N'Diaye      | 39               | 44                   | 83          | Eliminé  |
| 6     | Chine                            | Zhao Jin              | 39               | 39                   | 78          | Eliminé  |
| 7     | Tunisie                          | Khaled Lakhal         | 39               | 34                   | 73          | Eliminé  |
| 8     | Angleterre                       | Scott Ashby           | 29               | 41                   | 70          | Eliminé  |
| 9     | Espagne                          | Joseph Guasch Orozco  | 35               | 34                   | 69          | Eliminé  |
| 10    | Nouvelle-Calédonie               | Henri Uregei          | 28               | 38                   | 66          | Eliminé  |
| 10    | République démocratique du Congo | Chabrol Binguila Galy | 34               | 32                   | 66          | Eliminé  |
| 12    | Turquie                          | Mustaf Geni Taha      | 29               | 35                   | 64          | Eliminé  |
| 13    | Niger                            | Ibrahim Atano         | 25               | 38                   | 63          | Eliminé  |
| 14    | Burkina Faso                     | Mady Ouedraogo        | 27               | 35                   | 62          | Eliminé  |
| 15    | Tchad                            | Ibrahim Sadik         | 23               | 32                   | 55          | Eliminé  |
| 16    | Tahiti                           | Jean Manea            | 17               | 35                   | 54          | Eliminé  |
| 17    | Écosse                           | Edward Strachan       | 15               | 32                   | 47          | Eliminé  |

#### Phase finale
| Nation              | Score | Nation                        |
| ------------------- | ----- | ----------------------------- |
| Bruno Le Boursicaud | 33-27 | Logan Baton Belgique          |
| Diego Rizzi         | 41-21 | Dominique Zohou Côte d'Ivoire |
| Thanakorn Sangkaew  | 48-17 | Tomasz Lipczinski Pologne     |
| Chan Mean Sok       | 33-26 | Parvez Khodabaccus Maurice    |

| Nation              | Score | Nation                       |
| ------------------- | ----- | ---------------------------- |
| Bruno Le Boursicaud | 50-30 | Diego Rizzi Italie           |
| Chan Mean Sok       | 33-25 | Thanakorn Sangkaew Thaïlande |

| Nation        | Score | Nation                     |
| ------------- | ----- | -------------------------- |
| Chan Mean Sok | 36-29 | Bruno Le Boursicaud France |

## Podiums
| Épreuve                 | Or                                                                                   | Argent                                                    | Bronze                                                                |
| ----------------------- | ------------------------------------------------------------------------------------ | --------------------------------------------------------- | --------------------------------------------------------------------- |
| Triplette sénior        | Tita Razakarisoa - Christian Andrianiaina - Hery Razafimahatra - Lova Rakotondrazafy | Alain Latedjou - Ronald Bottre - Marcel Bio - Régis Simba | Henri Lacroix - Bruno Le Boursicaud - Philippe Suchaud - Dylan Rocher |
| Triplette sénior        | Tita Razakarisoa - Christian Andrianiaina - Hery Razafimahatra - Lova Rakotondrazafy | Alain Latedjou - Ronald Bottre - Marcel Bio - Régis Simba | Charles Weibel - André Lozano - Logan Baton - Jérémy Pardoen          |
| Tir de précision sénior | Chan Mean Sok                                                                        | Bruno Le Boursicaud                                       | Thanakorn Sangkaew                                                    |
| Tir de précision sénior | Chan Mean Sok                                                                        | Bruno Le Boursicaud                                       | Diego Rizzi                                                           |

## Tableau des médailles
| Rang  | Nation     | Or | Argent | Bronze | Total |
| ----- | ---------- | -- | ------ | ------ | ----- |
| 1     | Madagascar | 1  | 0      | 0      | 1     |
| 1     | Cambodge   | 1  | 0      | 0      | 1     |
| 3     | France     | 0  | 1      | 1      | 2     |
| 4     | Bénin      | 0  | 1      | 0      | 1     |
| 5     | Belgique   | 0  | 0      | 1      | 1     |
| 5     | Italie     | 0  | 0      | 1      | 1     |
| 5     | Thaïlande  | 0  | 0      | 1      | 1     |
| Total | Total      | 2  | 2      | 4      | 8     |